# Silüetler
I Silüetler (lett. "La silhouette") furono un gruppo musicale di musica beat turca formatosi ad Istanbul nel 1964.

## Storia
Il gruppo è stato fondato a Istanbul da Mesut Aytunca (1944–1977), diplomato alla scuola di giornalismo. Nel 1958 iniziò la sua carriera musicale. Nato come bassista, passò alla chitarra solista dopo aver fondato i Silüetler con Erol Bilem. Agli albori dei Silüetler, il gruppo si ispirava alla musica surf, sebbene la loro musica si basasse sulla musica tradizionale turca arrangiata per un gruppo chitarristico.
I Silüetler parteciparono al Boğaziçi Music Festival suonando la famosa canzone turca Üsküdar riarrangiata in stile surf, classificandosi al terzo posto. Nel concorso nazionale Altın Mikrofon del 1965 suonarono Kaşık Havası, una nota melodia turca suonata durante i balli folcloristici insieme alla loro voce Sis e conquistarono nuovamente il terzo posto. La band partecipò anche al successivo Altın Mikrofon del 1965 aggiudicandosi il primo premio con il rifacimento in stile beat del brano tradizionale armeno Lorke Lorke. Nel 1967 uscì il loro primo LP in cui aggiunsero alcuni successi americani al loro repertorio.
Nel 1967 Aziz Azmet e Murat Ses si staccarono dalla band per formare i Moğollar. Nel 1970 Mesut Aytunca iniziò il servizio civile obbligatorio. Tornò alla carriera musicale nel 1972, ma l'anno successivo la band si sciolse.

## Discografia

### Album
- 1967 - Silüetler

### Singoli ed EP
- 1965 - Sis / Kaşık Havası
- 1966 - Sirto - Kasap Havası / Ali Baba - Kaşık Havası
- 1966 - Spring Is Nearly Here / Lorke Lorke
- 1966 - Lorke Lorke / Dede Efendi 66
- 1967 - Dede Efendi 67 / Theme Without Name
- 1971 - Eziliş / Lebu-leb
- 1972 - Bir Dost Bulamadım - Ley Ley Leylo

### Greatest hits
- 1990 - Anılarla Split assieme ai Moğollar